# Acton (Massachusetts)
Acton es un pueblo ubicado en el condado de Middlesex en el estado estadounidense de Massachusetts. En el Censo de 2010 tenía una población de 21.924 habitantes y una densidad poblacional de 417,07 personas por km².

## Geografía
Acton se encuentra ubicado en las coordenadas 42°29′2″N 71°26′19″O / 42.48389, -71.43861. Según la Oficina del Censo de los Estados Unidos, Acton tiene una superficie total de 52.57 km², de la cual 51.45 km² corresponden a tierra firme y (2.12%) 1.11 km² es agua.

## Demografía
Según el censo de 2010, había 21.924 personas residiendo en Acton. La densidad de población era de 417,07 hab./km². De los 21.924 habitantes, Acton estaba compuesto por el 77.33% blancos, el 1.09% eran afroamericanos, el 0.08% eran amerindios, el 18.55% eran asiáticos, el 0.01% eran isleños del Pacífico, el 1.2% eran de otras razas y el 1.74% pertenecían a dos o más razas. Del total de la población el 2.55% eran hispanos o latinos de cualquier raza.